# Luigi Calcerano
Luigi Calcerano (Roma, 1949) è uno scrittore e saggista italiano.

## Biografia
È stato dirigente del Ministero dell'Istruzione, dell'Università e della Ricerca ed è stato ultimo capo dell'Ispettorato per l'educazione fisica e sportiva.
Si è occupato di letteratura poliziesca destinata a un pubblico giovanile, oltre che di educazione, scrivendo numerosi saggi e romanzi gialli, tra cui spiccano il giallo storico Meminisse iuvabit. Una storia del 23 a.C., e Per uccidere Cecilia, pubblicati entrambi nel 2005. Inoltre ha scritto altri romanzi e racconti gialli in coppia con altri autori, Giuseppe Fiori e i figli Filippo Calcerano e Guglielmo Calcerano.
Ha pubblicato particolari edizioni on-line (e-book liberamente scaricabili dal sito Pinocchio 2.0) di alcuni suoi romanzi di cui è tornato in proprietà, ed inoltre "Antologia personale-La spia di Tel Aviv" che raccoglie racconti e circolari 'creative' di difficile reperimento nonché due inediti "Solo un'altra vita" e "Il principe delle paure" (con Filippo Calcerano).

## Opere

### Romanzi polizieschi storici
- Meminisse iuvabit. Una storia del 23 a.C. (edizione integrale in e-book) - Pinocchio 2.0, Progetto per insegnare e imparare con la robotica ed il web 2.0 2012
- Meminisse iuvabit. Una storia del 23 a.C. - Valore Scuola, 2005

### Romanzi polizieschi e di fantascienza
- Il commissariato farlocco (con Giuseppe Fiori) - Delos, 2018
- Quattrocentocinquantatrè  - Amazon Culture And Eau, 2017
- Vangelo di Maria  - Amazon Culture And Eau, 2015
- Sherlock Holmes a Roma (con Giuseppe Fiori) - Delos, 2015
- Clandestini (con Giuseppe Fiori) - ilpepeverde, 2014
- L'ultima Eneide (con Loredana Marano) Prefazione di Luciano Favini - Bonaccorso Editore, 2013
- Il ritorno di Quagliariello (con Guglielmo Calcerano) Prefazione di Giuseppe Fiori) - Bonaccorso Editore, 2008
- Un delitto elementare (con Giuseppe Fiori) - Sovera, 2008
- Ladri e guardie (con [Giuseppe Fiori) - Editori Riuniti, 2007
- Per uccidere Cecilia (Prefazione di Carlo Lucarelli) - Bonaccorso Editore, 2005
- Il giovane hacker e la piccola strega (con Filippo Calcerano) - Principato, 2005
- Gratta e fiuta (con Filippo Calcerano) - Arnoldo Mondadori Editore, 1999
- Filippo e Marlowe indagano (con Giuseppe Fiori) - Valore Scuola, 1996
- Una nuova avventura per Sherlock Holmes (con Giuseppe Fiori) - Archimede Mondadori, 1994
- Serpentara P.S. (con Giuseppe Fiori) - La Nuova Italia, 1992
- La professoressa e l'ippopotamo. Racconto giallo-ecologico (con Giuseppe Fiori) - SEI, 1992
- L'innocenza del serpente (con Giuseppe Fiori) - Il Ventaglio, 1987
- L'uomo di vetro (con Giuseppe Fiori) - Il Ventaglio, 1985

### Racconti polizieschi
- Tradito in AA.VV. Nero Lazio, a cura di Federica Marchetti - Giulio Perrone Editore 2010
- Colpevole per forza (con Giuseppe Fiori) in Teoria e pratica del giallo - Edizioni Conoscenza 2009
- Il grande coniglio bianco (con Giuseppe Fiori) in Teoria e pratica del giallo - Edizioni Conoscenza 2009
- Il Caso del Vuoto a Rendere (con Guglielmo Calcerano) in Delitti di Carta,  Anno VII, n.2 - Clueb 2004
- Delitti indelicati (con Giuseppe Fiori) - Manni, 2003
- Uomo di vetro, uomo di piombo. Quattro storie gialle (con Giuseppe Fiori) - Valore Scuola, 2002
- Una storia di spie (con Giuseppe Fiori) - La Nuova Italia, 1998 (a cura di)
- Il lamento di Ecuba (con Giuseppe Fiori) in Delitti di Carta,  Anno I, n.2 - Clueb 1998
- Uno studio in giallo: antologia del racconto poliziesco (con Giuseppe Fiori) - La Nuova Italia, 1989 (a cura di)
- A scuola di giallo (con Giuseppe Fiori) - La Nuova Italia, 1988

### E-Books
- Colpevole per forza (con Giuseppe Fiori) - Delos, 2018
- Il grande coniglio bianco (con Giuseppe Fiori) - Delos, 2018
- Colpo grosso alla Serpentara(con Giuseppe Fiori) - Delos, 2018
- Quattrocentocinquantatrè  - Amazon Culture And Eau, 2017
- Sherlock Holmes a Roma (con Giuseppe Fiori) - Delos, 2015
- Vangelo di Maria  - Amazon Culture And Eau, 2015
- Clandestini (con Giuseppe Fiori) - ilpepeverde 2014
- Contatto a distanza (con Giuseppe Fiori) - Pinocchio 2.0, Progetto per insegnare e imparare con la robotica ed il web 2.0 2012
- La spia di Tel Aviv-Antologia personale - Pinocchio 2.0, Progetto per insegnare e imparare con la robotica ed il web 2.0 2012
- Il principe delle paure (con Filippo Calcerano) - Pinocchio 2.0, Progetto per insegnare e imparare con la robotica ed il web 2.0 2012
- Sherlock Holmes a Roma (con Giuseppe Fiori) - Pinocchio 2.0, Progetto per insegnare e imparare con la robotica ed il web 2.0 2012
- Un breve addio (con Giuseppe Fiori) - Pinocchio 2.0, Progetto per insegnare e imparare con la robotica ed il web 2.0 2012
- 2012 - Solo un'altra vita (secondo romanzo della trilogia di Cecilia) - Pinocchio 2.0, Progetto per insegnare e imparare con la robotica ed il web 2.0 2012
- Meminisse iuvabit. Una storia del 23 a.C. (edizione integrale) - Pinocchio 2.0, Progetto per insegnare e imparare con la robotica ed il web 2.0 2012
- Gratta e fiuta (con Filippo Calcerano) - Pinocchio 2.0, Progetto per insegnare e imparare con la robotica ed il web 2.0 2012
- Un fantasma detective - Pinocchio 2.0, Progetto per insegnare e imparare con la robotica ed il web 2.0 2011
- Che fine ha fatto il principe azzurro? - Pinocchio 2.0, Progetto per insegnare e imparare con la robotica ed il web 2.0 2011
- La spia di Tel Aviv - Pinocchio 2.0, Progetto per insegnare e imparare con la robotica ed il web 2.0 2011
- Battere il ferro finché è caldo - Pinocchio 2.0, Progetto per insegnare e imparare con la robotica ed il web 2.0 2011
- Tradito - www.steppa.net, Associazione culturale Lupo della Steppa 2007
- Come ti racconto il doping - www.steppa.net, Associazione culturale Lupo della Steppa 2005

### Saggi
- Teoria e pratica del giallo - Edizioni Conoscenza, (con Giuseppe Fiori) - 2009
- Istituzioni di educazione motoria e sportiva - Editrice La Scuola, (con Francesco Casolo) - 2003
- Tutte le regole per scrivere un giallo, I misteri della camera chiusa  - Valore Scuola, 2002
- Guida alla lettura di Agatha Christie (con Giuseppe Fiori) - Oscar Mondadori, 1990
- Voce Scuola dell'Enciclopedia del diritto (con Giuseppe Martinez) - Giuffré, 1989